# قصرة
قُصرة (قُصْرَة: بضم القاف وسكون الصاد وفتح الراء) بلدة فلسطينية من بلدات الضفة الغربية جنوب شرق محافظة نابلس، على بعد حوالي 24 كم، تتسم بالجمال والهدوء، وترتفع عن سطح البحر ما يقارب 750م - 850م، ذات اطلالة جذابة على غور الأردن وجبال السلط في الأردن، وأغلب مزروعاتها من اللوزيات والتين والزيتون والعنب والحمضيات.

## التسمية
يعود تسمية قصرة بهذا الاسم نسبة إلى الأفاعي القصيرة التي تنتشر في أراضيها، وفي رواية أخرى نسبة إلى كسرى ملك الفرس الذي كان سكن القرية وأقام فيها.

## التاريخ

### العهد العثماني
وفقًا لفينكلشتاين، لم يتم مسح قصرة على الإطلاق. وثد قدروا بقايا العثمانيين في وقت مبكر على أساس هوتيروث وعبد الفتاح، في عام 1596، ظهرت القرية في سجلات الضرائب العثمانية تحت اسم القصير في محافظة جبل عيبال في لواء نابلس. كان عدد سكانها 14 أسرة وجميعهم مسلمون. دفع القرويون ضريبة ثابتة بنسبة 33,3% على المنتجات الزراعية، بما في ذلك القمح والشعير والمحاصيل الصيفية وأشجار الزيتون والماعز وخلايا النحل ؛ ما مجموعه 3000 آقجة.
في عام 1838، تم تصنيف قصرة كقرية مسلمة في منطقة البيتاوي. وصف المستكشف الفرنسي فيكتور جويرين مرور عدد من أشجار البلوط «الرائعة» في الطريق إلى القرية في مايو 1870. وقد وصفت القرية، التي أطلق عليها قصرة، بحوالي 200 نسمة. وأشار جيرين أيضًا إلى العديد من الصهاريج القديمة الصخرية، والتي كان أكبرها في الجزء السفلي من القرية
في عام 1882، أشار مسح صندوق استكشاف فلسطين إلى أن «غرب القرية عبارة عن أساسات وأكوام من الحجارة». كما وصفت صندوق استكشاف فلسطين القرية (المسماة قصرة) بأنها: «قرية متوسطة الحجم، على أرض منخفضة، بأشجار الزيتون». في السنوات الأولى من القرن العشرين، قرب نهاية الحكم العثماني، كانت قصرة جزءًا من مشيخة دار المشير محمود الحاج التي تتخذ من جالود مقراً لها والتي كانت تدار من قبل عائلة نصر منصور.

### الانتداب البريطاني
في تعداد فلسطين لعام 1922، الذي أجرته سلطات الانتداب البريطاني، كان عدد سكان قصرة 707 نسمة، جميعهم مسلمين، ارتفع في تعداد عام 1931 إلى 851 نسمة، ولا يزال جميعهم مسلمون، يعيشون في 213 منزل.
في تعداد فلسطين عام 1945، بلغ عدد سكان قرية قصرة 1120 نسمة، جميعهم مسلمون، بمجمل 8938 دونم من الأراضي، وفقًا لمسح رسمي للأراضي والسكان. ومن بين هذه المساحة، 2763 دونم كانت مزارع وأراضي مروية، 3091 دونمًا من لزراعة الحبوب، بينما 69 دونمًا من الأراضي المبنية.

### الحكم الأردني
في أعقاب حرب عام 1948، وبعد اتفاقيات الهدنة لعام 1949، أصبحت قرية قصرة تحت الحكم الأردني، حيث وجد التعداد الأردني لفلسطين عام 1961 لهذه القرية كان 1312 نسمة.

### النكسة
بعد حرب عام 1967، خضعت قصرة للاحتلال الإسرائيلي، بعد اتفاقيات عام 1995، تم تعريف 50% من أراضي القرية على أنها منطقة ب، في حين أن 50% المتبقية في المنطقة ج. صادرت قوات الاحتلال 177 دونم من أراضي القرية من أجل بناء مستوطنة مجداليم، في 24 ديسمبر 2014، دمرت قوات الإحتلال بالجرافات أكثر من 400 متر مربع من الجدران الحجرية التقليدية في القرية بالقرب من مجداليم.

### السلطة الفلسطينية
بعد تأسيس السلطة الفلسطينية، قسمت أراضي القرية إلى قسمين: الأول شكل حوالي 50% من مساحة القرية الكلية وعرف باسم المنطقة «ب»، بينما القسم الآخر والذي شكل 50% عرف باسم المنطقة «ج».

## الجغرافيا
تحيط بها عدة قرى منها جوريش وقبلان وعقربا ومجدل بني فاضل وقريوت وتلفيت وجالود. وتبلغ مساحتها العمرانية حوالي 9000 دونماً، ومساحة أراضيها ما يقارب 27000 دونماً.

## السكان
بلغ عدد سكانها عام 1922 حوالي 707 نسمة وفي عام 1945م حوالي 930 نسمة وبعد الاحتلال الصهيوني عام 1967 حوالي 1200 نسمة وارتفع إلى 2100 عام 1987، في عام 2005 وصل عدد السكان إلى 4500 نسمة.

## المياه
تشرب البلدة من نبع يقع غربها وقد جرت مياهه بالأنابيب إلى خزان خاص يوزع على البلدة، ولكن الاحتلال سيطر عليه بالكامل، وكان يحرم البلدة من المياه لفترات طويلة، لذلك وجب على المجلس القروي (أصبح الآن بلدية) إيجاد حل جذري لهذه المشكلة، حيث تم الانتهاء في نهاية العام 2009م من الجزء الأول من مشروع تزويد البلدة بالمياه القطرية، وهو بناء الخزان، وبوشر العمل على تمديد الأنابيب التي تنقل المياه لبيوت البلدة من هذا الخزان وقُدرت فترة الانتهاء من التمديدات بعامين.

## التعليم
توجد في البلدة 4 مدارس هي:
- مدرسة قصرة الثانوية للبنين: وهي المدرسة الخاصة بالذكور في البلدة وتوجد فيها الصفوف من الصف الخامس حتى الثاني الثانوي بفرعيه العلمي والأدبي، وهي مدرسة تاريخية مقامة على أراضي البلدة منذ عام 1921م.
- مدرسة قصرة الثانوية للبنات: وهي المدرسة الخاصة بالإناث وتوجد فيها الصفوف من الصف الخامس حتى الثاني ثانوي بفرعيه.
- مدرسة قصرة الأساسية المختلطة: وهي المدرسة التي تحوي الصفوف من الصف الأول أساسي حتى الصف الرابع، وتحوي أيضاً ذكور وإناث.
- مدرسة الشهيد ياسر عرفات : وهي مدرسة حديثة العهد تم إنشائها في العام 2009م وتحوي الشُّعَب الزائدة من الصفوف الأساسية.

مدرسه أسماء بنت أبي بكر : وهي مدرسه جديده اسست في 18 اغسطس 2021 وتحوي الصفوف من الاول للتاسع وتقع في المنطقه الجنوبيه من القريه.

## الصحة
يوجد في البلدة أيضاً عيادة طبية عامة تعمل بدون دوام مفتوح، وصيدليتان هما: صيدلية قصرة، وصيدلية الشهد.

## المساجد
يوجد في البلدة أربعة مساجد هي:
- المسجد الكبير: وهو أول وأكبر مسجد أقيم في البلدة ويقع في قلب البلدة.
- مسجد الشهداء: وهو ثاني مسجد بني في البلدة ويقع في الحي الغربي.
- مسجد الصحابة: وهو ثالث مسجد أقيم على أراضي البلدة وقد تم إنشاؤه في نهاية العام 2009م، ويقع في الحي الشرقي.
- مسجد النورين: وهو رابع مسجد بني على أراضي البلدة، ويقع في منطقة “الحارة الفوقا” في الجزء الجنوبي من البلدة.

## الآثار
تحتوي البلدة على عدّة “خرب” أثرية، منها خربة (الكرك) ولها مسمى آخر وهو (خربة القريق) وتقع في غرب البلدة، وخربة (نبّوح) وتقع في جنوب شرق البلدة، بالإضافة إلى “جبل القعدة” وهو جبل القرية الشمالي ويحتوي على آثار عديدة منها الآبار والمُغر الرومانية القديمة.

## الاحتلال

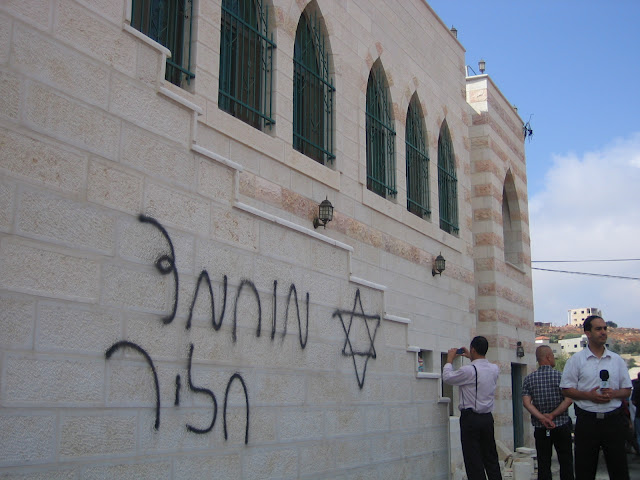
عبارات معادية للعرب باللغة العبرية على جدران مسجد النورين في البلدة، كتبت إثر هجوم مستوطنين عليه في سبتمبر 2011م.

ويحد بلدة قُصرة ثلاث مستوطنات تحيط بها، موزعة كالآتي (مجدليم) شرق البلدة, (ايش كوديش) جنوب شرق البلدة, (احيا) جنوب البلدة، وقد شهدت بلدة قُصرة بالفترة الأخيرة الكثير من الاعتداءات التي يقوم بها المستوطنين، وتتمثل في الاعتداء المباشر على المواطنين أو على ممتلاكتهم ولغاية 1-1-2014 شهدت قُصرة اعتداءات أكثر من قبل المستوطنين، وقد دُمر أكثر من 2800 شجرة زيتون وأصيب أكثر من 400 مواطن باصابات مختلفة، هذا وقد واحتجز أهالي البلدة الأبطال أكثر من مرة مجموعة من المستوطنين الذين حاولوا اقتحام البلدة والعبث فيها.
عانت البلدة الأمرين وما زالت تعاني من شريان الموت الذي وقع على أراضيها في بداية السبعينات من القرن الماضي، حيث تم الاستيلاء على جبل باطنت رزة الشمالي الشرقي في البلدة من قبل إسرائيل، وقد تم بناء مستوطنة “مجدوليم” عليه، الأمر الذي أتاح للاحتلال مصادرة المزيد من الأراضي المشجرة في تلك المنطقة، وتعيين حدود للبلدة لا يمكن تجاوزها بالتوسع العمراني، كذلك سلمت عدة منازل ومنشآت قريبة من هذه المستوطنة إخطارات بالهدم، كان من بينها مسجد الصحابة، وقد تم الهدم الفعلي لبقالة ومحطة محروقات صغيرة في أول البلد بحجة عدم وجود ترخيص، كذلك أتاح إنشاء المستوطنة الاستيلاء على كافة مصادر المياه في البلدة، وقيام قطعان المستوطنين بالاعتداء على عدة منازل في الأعوام الماضية وتجريف أراضٍ عديدة في مناطق الوعار وخلة عتاب وأبو جربة وباسلطة.

## ذاكرة قصرة
- 2011 المستوطنون يحرقون فجراً الطابق الأرضي من مسجد النورين ويكتبون شعارات معادية على جدرانه.